# 아델 림
아델 림(Adele Lim)은 말레이시아, 미국의 영화 각본가, 영화 프로듀서, 영화 감독이다. 영화 《크레이지 리치 아시안》, 《라야와 마지막 드래곤》의 각본가로서 이름을 알렸다.

## 작품 목록
- 크레이지 리치 아시안(2018) - 각본
- 라야와 마지막 드래곤(2021) - 각본
- 조이 라이드(2023) - 연출